# Accidente inverso
La falacia del accidente inverso (también llamado dicto secundum quid ad dictum simpliciter) es una falacia informal que puede ocurrir en un silogismo estadístico (un argumento inductivo basado en una generalización) cuando una regla o principio que se aplica en un caso particular se aplica erróneamente a todos los casos en general. Cuando se realiza a la inversa (aplicar una regla general a un caso particular), se comete una falacia de accidente. La versión inductiva de esta falacia se llama generalización apresurada.
El accidente inverso es una de las trece falacias originalmente reconocidas por Aristóteles en sus Refutaciones sofísticas.

## Visión general
En forma lógica:
- X es aceptado en un caso Y.
- Por lo tanto, X es una regla aceptada para cualquier caso.

Ejemplos:
- "Si permitimos que las personas con glaucoma usen marihuana medicinal, entonces todos deberían poder consumir marihuana".[6]
- "Siempre es bueno mentir, porque por ejemplo es legítimo ocultarle a un asesino el lugar donde se encuentra a su víctima".[7]
- "Si siempre está permitido matar en las guerras, entonces siempre está permitido matar".[1]

Esta falacia es similar a la pendiente resbaladiza, donde la oposición afirma que si se permite una acción restringida en debate, como permitir que las personas con glaucoma usen marihuana medicinal, la acción se volverá aceptable por etapas en general, y eventualmente todos tendrán permitido usar marihuana. Los dos argumentos implican que no hay diferencia entre la excepción y la regla, y de hecho los argumentos falaces de pendiente resbaladiza a menudo usan el accidente inverso en sentido contrario como base para el argumento. Sin embargo, una diferencia clave entre los dos es el punto y la posición en discusión. El argumento anterior que usa el accidente inverso es un argumento para el uso legal completo de la marihuana dado que los pacientes con glaucoma la usan. El argumento basado en la pendiente resbaladiza argumenta en contra del uso medicinal de la marihuana porque conducirá al uso completo.
El tipo opuesto de dicto simpliciter es el accidente .